# Saison 2025-2026 du Paris Saint-Germain
Maillots
Dernière mise à jour : 16 juin 2025.
Chronologie
Saison précédente Saison suivante
La saison 2025-2026 du Paris Saint-Germain est la 56e saison de son histoire et la 52e saison d'affilée en première division.

## Préparation d'avant-saison
Finaliste de la Coupe du monde des clubs, le Paris Saint-Germain reprend l’entraînement le mercredi 6 août 2025. 
En raison du délai restreint pour préparer la finale de la Supercoupe d’Europe, programmée le 13 août 2025, aucune rencontre amicale n’est jouée.

## Transferts

### Transferts estivaux
| Nom                  | Poste     | Transfert                     | Montant               | Provenance/Destination  | Division              |
| -------------------- | --------- | ----------------------------- | --------------------- | ----------------------- | --------------------- |
| Arrivées (118 M€)    |           |                               |                       |                         |                       |
| Illya Zabarnyi       | Défenseur | Transfert                     | 63 M€                 | AFC Bournemouth         | Premier League        |
| Lucas Chevalier      | Gardien   | Transfert                     | 40 M€ + 15M€ de bonus | Lille OSC               | Ligue 1               |
| Renato Marin         | Gardien   | Transfert Libre               |                       | AS Roma                 | Serie A               |
| Ilian Mhand          | Attaquant | Transfert Libre               |                       | KMSK Deinze             | Challenger Pro League |
| Ibrahim Mbaye        | Attaquant | Premier contrat professionnel |                       | Paris Saint-Germain -19 | National -19          |
| Gabriel Moscardo     | Milieu    | Retour de prêt                |                       | Stade de Reims          | Ligue 1               |
| Marco Asensio        | Attaquant | Retour de prêt                |                       | Aston Villa             | Premier League        |
| Carlos Soler         | Milieu    | Retour de prêt                |                       | West Ham United         | Premier League        |
| Nordi Mukiele        | Défenseur | Retour de prêt                |                       | Bayer 04 Leverkusen     | Bundesliga            |
| Renato Sanches       | Milieu    | Retour de prêt                |                       | Benfica Lisbonne        | Liga Portugal         |
| Milan Škriniar       | Défenseur | Retour de prêt                |                       | Fenerbahçe SK           | Süper Lig             |
| Lucas Lavallée       | Gardien   | Retour de prêt                |                       | SC Aubagne Air-Bel      | National              |
| Ilyes Housni         | Attaquant | Retour de prêt                |                       | Le Havre AC             | Ligue 1               |
| Randal Kolo Muani    | Attaquant | Retour de prêt                |                       | Juventus FC             | Serie A               |
| Départs (22 M€)      |           |                               |                       |                         |                       |
| Nordi Mukiele        | Défenseur | Transfert                     | 12M€                  | Sunderland AFC          | Premier League        |
| Milan Škriniar       | Défenseur | Transfert                     | 7M€ + 3M€ de bonus    | Fenerbahçe SK           | Süper Lig             |
| Lucas Lavallée       | Gardien   | Transfert libre               |                       | LB Châteauroux          | National              |
| Yoram Zague          | Défenseur | Prêt                          |                       | FC Copenhague           | 3F Superliga          |
| Naoufel El Hannach   | Défenseur | Prêt                          |                       | Montpellier HSC         | Ligue 2               |
| Gabriel Moscardo     | Milieu    | Prêt                          |                       | SC Braga                | Liga Portugal         |
| Axel Tape            | Défenseur | Fin de contrat                |                       | Bayer 04 Leverkusen     | Bundesliga            |
| Ayman Kari           | Milieu    | Fin de contrat                |                       |                         |                       |
| Louis Mouquet        | Gardien   | Fin de contrat                |                       |                         |                       |
| Vimoj Muntu Wa Mungu | Défenseur | Fin de contrat                |                       | EA Guingamp B           | National 3            |
| Mahamadou Sangaré    | Attaquant | Fin de contrat                |                       | Manchester City         | Premier League        |
| Ibrahima Diaby       | Milieu    | Fin de contrat                |                       | Cercle Bruges KSV       | JPL                   |

### Transferts hivernaux
| Nom             | Poste | Transfert | Provenance/Destination | Division |
| --------------- | ----- | --------- | ---------------------- | -------- |
| Arrivées (0 M€) |       |           |                        |          |
| Départs (0 M€)  |       |           |                        |          |

## Compétitions
| Championnat de France | Ligue des champions      | Coupe de France                      | Trophée des champions | Supercoupe de l'UEFA | Coupe intercontinentale |
| --------------------- | ------------------------ | ------------------------------------ | --------------------- | -------------------- | ----------------------- |
| 2e (en cours)         | Phase de ligue (à venir) | Trente-deuxièmes de finale (à venir) | Finale (à venir)      | Vainqueur            | Finale (à venir)        |
| 1V 0N 0D              | 0V 0N 0D                 | 0V 0N 0D                             | 0V 0N 0D              | 0V 1N 0D             | 0V 0N 0D                |
| TOTAL : 1V 1N 0D      |                          |                                      |                       |                      |                         |

### Supercoupe de l'UEFA
| Finale                      | Paris Saint-Germain                        | 2 - 2             | Tottenham Hotspur                              | Stade Friuli, Udine                                                    |                                                                        |
| Mercredi 13 août 2025 21h00 | Lee 85e · Ramos 90+4e                      | (0 - 1)           | 39e van de Ven · 48e Porro                     | Spectateurs : 21 125 Diffuseur : Canal+ Arbitrage : João Pinheiro (en) | Spectateurs : 21 125 Diffuseur : Canal+ Arbitrage : João Pinheiro (en) |
| Mercredi 13 août 2025 21h00 | Rapport                                    |                   |                                                | Spectateurs : 21 125 Diffuseur : Canal+ Arbitrage : João Pinheiro (en) | Spectateurs : 21 125 Diffuseur : Canal+ Arbitrage : João Pinheiro (en) |
| Mercredi 13 août 2025 21h00 | Vitinha · Ramos · Dembélé · Lee · N.Mendes | Tirs au but 4 - 3 | Solanke · Bentancur · van de Ven · Tel · Porro | Spectateurs : 21 125 Diffuseur : Canal+ Arbitrage : João Pinheiro (en) | Spectateurs : 21 125 Diffuseur : Canal+ Arbitrage : João Pinheiro (en) |

### Trophée des champions
| Finale       | Paris Saint-Germain | - | Olympique de Marseille |                                  |                                  |
| janvier 2026 |                     |   |                        | Diffuseur : Ligue 1+ Arbitrage : | Diffuseur : Ligue 1+ Arbitrage : |

### Championnat

#### Classement
| Rang | Équipe               | Pts | J | G | N | P | Bp | Bc | Diff | Qualification ou relégation                                                     |
| ---- | -------------------- | --- | - | - | - | - | -- | -- | ---- | ------------------------------------------------------------------------------- |
| 1    | AS Monaco            | 3   | 1 | 1 | 0 | 0 | 3  | 1  | +2   | Qualification pour la phase de ligue de la Ligue des champions                  |
| 2    | Paris Saint-Germain  | 3   | 1 | 1 | 0 | 0 | 1  | 0  | +1   | Qualification pour la phase de ligue de la Ligue des champions                  |
| 3    | RC Strasbourg Alsace | 3   | 1 | 1 | 0 | 0 | 1  | 0  | +1   | Qualification pour la phase de ligue de la Ligue des champions                  |
| 4    | AJ Auxerre           | 3   | 1 | 1 | 0 | 0 | 1  | 0  | +1   | Qualification pour le troisième tour de qualification de la Ligue des champions |
| 5    | Olympique Lyonnais   | 3   | 1 | 1 | 0 | 0 | 1  | 0  | +1   | Qualification pour la phase de ligue de la Ligue Europa                         |

#### Évolution du classement et des résultats
| Journée  | 1 | 2 | 3 | 4 | 5 | 6 | 7 | 8 | 9 | 10 | 11 | 12 | 13 | 14 | 15 | 16 | 17 | 18 | 19 | 20 | 21 | 22 | 23 | 24 | 25 | 26 | 27 | 28 | 30 | 29 | 31 | 32 | 33 | 34 | Journées en tête |
| -------- | - | - | - | - | - | - | - | - | - | -- | -- | -- | -- | -- | -- | -- | -- | -- | -- | -- | -- | -- | -- | -- | -- | -- | -- | -- | -- | -- | -- | -- | -- | -- | ---------------- |
| Rang     | 2 |   |   |   |   |   |   |   |   |    |    |    |    |    |    |    |    |    |    |    |    |    |    |    |    |    |    |    |    |    |    |    |    |    | 0                |
| Résultat | G |   |   |   |   |   |   |   |   |    |    |    |    |    |    |    |    |    |    |    |    |    |    |    |    |    |    |    |    |    |    |    |    |    | —                |

### Coupe intercontinentale de la FIFA
| Finale                    | Paris Saint-Germain | - |  |             |             |
| Mercredi 17 décembre 2025 |                     |   |  | Arbitrage : | Arbitrage : |

### Matchs officiels de la saison
| Compétition | J./Tour     | Date                   | Domicile               | Rés.         | Extérieur              | Cl. |
| ----------- | ----------- | ---------------------- | ---------------------- | ------------ | ---------------------- | --- |
| USC         | Finale      | 13 août 2025           | Paris SG               | 2-2 (4-3)tab | Tottenham Hotspur      | —   |
| Ligue 1     | J1          | 17 août 2025           | FC Nantes              | 0-1          | Paris SG               | 2e  |
| Ligue 1     | J2          | 22 août 2025           | Paris SG               | -            | Angers SCO             |     |
| Ligue 1     | J3          | 30 août 2025           | Toulouse FC            | -            | Paris SG               |     |
| Ligue 1     | J4          | 13 septembre 2025      | Paris SG               | -            | RC Lens                |     |
| LDC         | 1re journée | septembre 2025         | -                      |              | -                      |     |
| Ligue 1     | J5          | 21 septembre 2025      | Olympique de Marseille | -            | Paris SG               |     |
| Ligue 1     | J6          | septembre 2025         | Paris SG               | -            | AJ Auxerre             |     |
| LDC         | 2e journée  | 2025                   | -                      |              | -                      |     |
| Ligue 1     | J7          | octobre 2025           | Lille OSC              | -            | Paris SG               |     |
| Ligue 1     | J8          | octobre 2025           | Paris SG               | -            | RC Strasbourg          |     |
| LDC         | 3e journée  | octobre 2025           | -                      |              | -                      |     |
| Ligue 1     | J9          | octobre 2025           | Stade Brestois 29      | -            | Paris SG               |     |
| Ligue 1     | J10         | octobre 2025           | FC Lorient             | -            | Paris SG               |     |
| Ligue 1     | J11         | novembre 2025          | Paris SG               | -            | OGC Nice               |     |
| LDC         | 4e journée  | novembre 2025          | -                      |              | -                      |     |
| Ligue 1     | J12         | 9 novembre 2025        | Olympique lyonnais     | -            | Paris SG               |     |
| Ligue 1     | J13         | novembre 2025          | Paris SG               | -            | Le Havre AC            |     |
| LDC         | 5e journée  | novembre 2025          | -                      |              | -                      |     |
| Ligue 1     | J14         | novembre 2025          | AS Monaco              | -            | Paris SG               |     |
| Ligue 1     | J15         | décembre 2025          | Paris SG               | -            | Stade rennais FC       |     |
| LDC         | 6e journée  | décembre 2025          | -                      |              | -                      |     |
| Ligue 1     | J16         | décembre 2025          | FC Metz                | -            | Paris SG               |     |
| FIC         | Finale      | 17 décembre 2025       | Paris SG               |              | -                      | —   |
| CDF         | 32es        | 20 ou 21 décembre 2025 | -                      |              | -                      | —   |
| Ligue 1     | J17         | 4 janvier 2026         | Paris SG               | -            | Paris FC               |     |
| TDC         | Finale      | janvier 2026           | Paris SG               | -            | Olympique de Marseille | —   |
| Ligue 1     | J18         | janvier 2026           | Paris SG               | -            | Lille OSC              |     |
| LDC         | 7e journée  | janvier 2026           | -                      |              | -                      |     |
| Ligue 1     | J19         | janvier 2026           | AJ Auxerre             | -            | Paris SG               |     |
| LDC         | 8e journée  | 28 janvier 2026        | -                      |              | -                      |     |
| Ligue 1     | J20         | février 2026           | RC Strasbourg          | -            | Paris SG               |     |
| Ligue 1     | J21         | 8 février 2026         | Paris SG               | -            | Olympique de Marseille |     |
| Ligue 1     | J22         | février 2026           | Stade rennais FC       | -            | Paris SG               |     |
| Ligue 1     | J23         | février 2026           | Paris SG               | -            | FC Metz                |     |
| Ligue 1     | J24         | mars 2026              | Le Havre AC            | -            | Paris SG               |     |
| Ligue 1     | J25         | mars 2026              | Paris SG               | -            | AS Monaco              |     |
| Ligue 1     | J26         | mars 2026              | Paris SG               | -            | FC Nantes              |     |
| Ligue 1     | J27         | mars 2026              | OGC Nice               | -            | Paris SG               |     |
| Ligue 1     | J28         | avril 2026             | Paris SG               | -            | Toulouse FC            |     |
| Ligue 1     | J29         | avril 2026             | RC Lens                | -            | Paris SG               |     |
| Ligue 1     | J30         | 19 avril 2026          | Paris SG               | -            | Olympique lyonnais     |     |
| Ligue 1     | J31         | avril 2026             | Angers SCO             | -            | Paris SG               |     |
| Ligue 1     | J32         | mai 2026               | Paris SG               | -            | FC Lorient             |     |
| Ligue 1     | J33         | 9 mai 2026             | Paris SG               | -            | Stade brestois 29      |     |
| Ligue 1     | J34         | 16 mai 2026            | Paris FC               | -            | Paris SG               |     |

## Statistiques

### Bilan collectif
| Compétition             | Débute au tour | Termine   | Matches joués | Gagnés | Nuls | Perdus | Buts pour | Buts contre | Différence |
| ----------------------- | -------------- | --------- | ------------- | ------ | ---- | ------ | --------- | ----------- | ---------- |
| Trophée des champions   | Finale         |           | 0             | 0      | 0    | 0      | 0         | 0           | 0          |
| Ligue 1                 | 1re journée    |           | 1             | 1      | 0    | 0      | 1         | 0           | +1         |
| Ligue des champions     | Phase de ligue |           | 0             | 0      | 0    | 0      | 0         | 0           | 0          |
| Coupe de France         | 32e de finale  |           | 0             | 0      | 0    | 0      | 0         | 0           | 0          |
| Supercoupe de l'UEFA    | Finale         | Vainqueur | 1             | 0      | 1    | 0      | 2         | 2           | 0          |
| Coupe intercontinentale | Finale         |           | 0             | 0      | 0    | 0      | 0         | 0           | 0          |
| Total                   | —              | —         | 2             | 1      | 1    | 0      | 3         | 2           | +1         |